# Tunjungharjo
Tunjungharjo is een bestuurslaag in het regentschap Grobogan van de provincie Midden-Java, Indonesië. Tunjungharjo telt 4031 inwoners (volkstelling 2010).